# エロイ・イマニラグハ
エロイ・イマニラグハ（Eloi Imaniraguha、1995年1月1日 - ）は、ルワンダの競泳選手。
競泳を始めたきっかけは、近所の競泳選手がルワンダ代表として国際大会に出場しているのを見て、自分にも同じことができると思ったから。
2016年のリオデジャネイロオリンピックの男子50m自由形に出場した。
2021年の東京オリンピックでも同種目に出場した。大会出場にあたっては、国際水泳連盟の奨学金プログラムの一環として、ロシアのカザンにあるFINA開発センターでトレーニングをした。

## 主な戦績
| 年   | 大会                   | 開催地           | 種目       | 順位            | 記録      | 備考     |
| ---- | ---------------------- | ---------------- | ---------- | --------------- | --------- | -------- |
| 2013 | 世界水泳選手権         | バルセロナ       | 50m自由形  | 予選敗退 (75位) | 30秒36    |          |
| 2015 | 世界水泳選手権         | カザン           | 200m自由形 | 予選敗退 (79位) | 2分20秒68 | 自己記録 |
| 2016 | オリンピック           | リオデジャネイロ | 50m自由形  | 予選敗退 (68位) | 26秒43    |          |
| 2021 | オリンピック           | 東京             | 50m自由形  | 予選敗退 (55位) | 25秒38    |          |
| 2022 | 世界水泳選手権         | ブダペスト       | 50m自由形  | 予選敗退 (72位) | 25秒26    |          |
| 2022 | 世界水泳選手権         | ブダペスト       | 100m自由形 | 予選敗退 (90位) | 57秒17    |          |
| 2022 | コモンウェルスゲームズ | バーミンガム     | 50m自由形  | 予選敗退 (54位) | 25秒15    | 自己記録 |
| 2022 | コモンウェルスゲームズ | バーミンガム     | 100m自由形 | 予選敗退 (63位) | 57秒79    |          |

## 記録
| 種目          | 記録      | 年月日         | 場所     | 備考 |
| ------------- | --------- | -------------- | -------- | ---- |
| 50m自由形     | 25秒15    | 2022年8月2日   | イギリス |      |
| 100m自由形    | 56秒70    | 2021年10月13日 | ガーナ   |      |
| 200m自由形    | 2分20秒68 | 2015年8月3日   | ロシア   |      |
| 50m平泳ぎ     | 33秒28    | 2021年4月5日   | ロシア   |      |
| 50mバタフライ | 27秒05    | 2021年10月13日 | ガーナ   |      |